# Bendzary
Bendzary  (ucraniano: Бендзари) es una localidad del Raión de Podilsk en el Óblast de Odesa de Ucrania. Según el censo de 2001, tiene una población de 1040 habitantes.